# David Lega
Michael David Alexander Lega, född 12 oktober 1973 i Angereds församling i Göteborg, är en svensk politiker för Kristdemokraterna, föreläsare, entreprenör och före detta idrottare. Han var kommunalråd i Göteborg 2011–2019, ledamot av Europaparlamentet 2019–2024 och andre vice partiordförande för Kristdemokraterna 2012–2015.
Som paraidrottare deltog Lega i två paralympiska spel (1996, 2000) och satte under åren 1995–2000 14 världsrekord i simning. Han har dessutom en stor mängd medaljer från andra internationella mästerskap, varav 3 VM-guld och 4 EM-guld.

## Biografi
David Lega föddes i Göteborg som äldsta barn till Michael och Karin Lega. Hans far var av polsk-judisk börd och hans farfar överlevde Förintelsen. Lega föddes med en grav funktionsnedsättning som innebar att han var förlamad i armarna och saknade muskler i benen. Läkarna informerade hans föräldrar att det troliga var att han aldrig ens skulle kunna klara att sitta upp utan stöd. Han började dock träna tidigt och klarade av att sitta innan två års ålder. När han var 12 år föddes hans intresse för simning då han började i Mölndals ASS. Efter idrottskarriären började Lega föreläsa och driva företag. Han föreläser om positivt tänkande och ledarskap.
Lega har tillsammans med Petter Karlsson skrivit en bok med titeln När inte armarna räcker till, där han med glimten i ögat skriver om sitt liv som handikappad. Boken gavs ut 1999.
Lega har varit med i På spåret där han 2004 tävlade tillsammans med Amanda Rydman.

### Idrottskarriär
Han har haft en karriär som paraidrottare och deltog i två paralympiska spel (1996, 2000). Han slog 14 världsrekord i simning åren 1995–2000. Efter paralympiska spelen i Sydney 2000 drog han sig tillbaka från idrottsvärlden och arbetade därefter som föreläsare och entreprenör.
År 2005 var Lega en av mottagarna av utmärkelsen The Outstanding Young Persons of the World av Junior Chamber International (JCI). Sedan 2006 är Lega ledamot av den nämnd som varje år utser årets Svenska Dagbladets bragdguldmedaljör.
2012 kommenterade han invigningen av paralympiska sommarspelen i London i SVT:s sändning tillsammans med AnnaMaria Fredholm.

### Politiskt arbete
Lega offentliggjorde 2009 att han gått med i Kristdemokraterna och kandiderade till riksdagen i valet 2010. Han stod på första plats på partiets valsedel i Göteborgs kommuns valkrets, men blev besegrad i personvalet av Annelie Enochson som därmed tog partiets mandat i valkretsen. Istället valdes Lega under hösten 2010 till kommunalråd för Kristdemokraterna i Göteborg. Han tillträdde posten i januari 2011. Lega var bland annat vice ordförande i Idrotts- och föreningsnämnden i Göteborg. Han profilerade sig i frågor som rör barn och ungas uppväxtvillkor, föreningslivet och företagandets villkor. Han verkade i opposition under största delen av sin tid som kommunalråd 2011–2019, men när de borgerliga partierna tog över makten efter valet 2018 blev han ansvarigt kommunalråd för äldrefrågor, funktionshinderfrågor samt kultur och fritid.
Sommaren 2011 blev Lega invald i Kristdemokraternas partistyrelse, och i januari 2012 blev han enhälligt vald till andre vice partiordförande. Han hade posten till april 2015, då han återigen blev "vanlig" ledamot i partistyrelsen.
I Europaparlamentsvalet 2019 stod Lega som nummer två, efter Sara Skyttedal, på Kristdemokraternas valsedel. Partiet gjorde ett rekordval och han blev invald i parlamentet. Han tog plats i utrikesutskottet samt i underutskottet för mänskliga rättigheter. 
Inför Europaparlamentsvalet 2024 vann Lega partiets provval och föreslogs av nomineringskommittén som förstanamn på valsedeln. På partifullmäktigemötet den 13 oktober 2023 beslutades dock att Skyttedal återigen skulle vara förstanamn, i en omröstning där hon fick 43 röster mot 33 för Lega. Han valde då att helt dra tillbaka sin kandidatur för omval till parlamentet.

#### Politiska ställningstaganden
Lega anser inte att bristande tillgänglighet bör bli diskrimineringsgrund enligt lag. Lega menar istället att det är viktigt att motivera till tillgänglighet genom morötter och positiv uppmuntran. Denna ståndpunkt ifrågasattes och kritiserades under sommaren 2010 av stora delar av funktionshinderrörelsen och den samlade svenska Independent Living-rörelsen.
Han reserverade sig 2019 i partistyrelsen mot att Kristdemokraterna öppnade för politiskt samarbete med Sverigedemokraterna.

## Meriter, utmärkelser och uppdrag i urval
- Innehar för närvarande 5 världsrekord och 11 svenska rekord
- 3 VM-guld och 2 VM-silver
- 4 EM-guld, 6 EM-silver och 1 EM-brons
- 2000 Invald i Internationella Paralympiska kommittén
- 2001 H.M. Konungens Medalj i 8:e storleken
- 2003 Styrelseledamot i Svenska Handikappidrottsförbundet
- 2004 Årets talare i Sverige
- 2005 Framtidens ledare i Sverige
- 2005 The Outstanding Young Person of the World
- 2006 Invald i SvD Bragdguldsjury
- 2009 Riksidrottsstyrelsen
- 2009 Årets Affärsnätverkare av BNI Nätverk för affärer
- 2011 Ledamot i partistyrelsen för Kristdemokraterna
- 2011 Ledamot i Unicef Sverige
- 2012 Andre vice partiledare för Kristdemokraterna
- 2019 Ordförande Fastighetsnämnden, Göteborgs Stad
- 2019 Europaparlamentariker